# Christian Wulffen
Christian Wulffen (* 5. Februar 1954 in Bochum) ist ein deutscher Künstler.

## Werdegang
Von 1981 bis 1987 studierte Wulffen an der Staatlichen Akademie der Bildenden Künste Stuttgart, der Kunstakademie Düsseldorf und an der Pennsylvania Academy of the Fine Arts. Er schloss das Studium als Master of Fine Arts ab. Wulffen erhielt 1990 ein Stipendium der Kunststiftung Baden-Württemberg. Von 1990 bis 1998 unterrichtete er an der Freien Hochschule Metzingen. Im Anschluss war er zwei Jahre künstlerischer Mitarbeiter des Rektors Paul Uwe Dreyer an der Staatlichen Akademie der Bildenden Künste Stuttgart. Von 2003 bis 2012 war er Associate Professor, am Cleveland Institute of Art in Cleveland, Ohio. Seit 2012 ist er Full Professor (engl. für Lehrstuhlinhaber).

## Einordnung der Kunst
„I am concerned with how artists achieve knowledge and how they structure knowledge. [...]
To convey [a] notion of action as a mode of knowledge production, I use specific symbols for my work, one of these: boards that are pre-manufactured with three vertical slots and one horizontal slot (plywood).
From the viewer’s perspective, the board has the option to hold various information. From my perspective, I see this as a concept to display information to exercise the different links in its display from one board to another. My environment is a grid—one of the hallmarks of modernist abstraction and capable, as a visual symbol, of signifying a whole system of art production and thought. This idea is depends on the perspective of the viewer and how that viewer is situated in a distributed network of production and reception of the information about this subject.
Crucially for me, the painting, the paper, and the board [...], simulate the portability of information. I am interested in its mobility as a sign in which sender and recipient receive the same information but decode it differently depending on their respective environments.“

„Die Konstruktion der Wirklichkeit geht von den Dingen aus, die uns begegnen, aber ganz entscheidend von der Konstruiertheit unserer Wahrnehmung selbst. Dies könnte die allgemeinste Antwort sein auf die Frage nach dem Bedeutungsgehalt der Werke von Christian Wulffen.‘“

## Privates
Christian Wulffen ist getrennt und hat fünf Kinder. Seine Brüder Stephan Schmidt-Wulffen und Thomas Wulffen befassen sich ebenfalls mit Aspekten der Kunst.

## Werke (Auswahl)
- 1996 Pfeiler 3
- 2003 Blatt auf Haus zwei von hundert Möglichen
- 2003 Zwei Blatt von hundert Möglichen über neben Feuilletonseite vergrößert[5]

## Ausstellungen (Auswahl)
- 1990 Maß und Zahl – Stiftung für konkrete Kunst, Reutlingen
- 1995 Sätze – Galerie ACP, Zürich
- 1996 Arbeiten – Galerie Köstring-Maier, München
- 1998 Stand – Galerie Durhammer, Frankfurt am Main
- 2001 En gros & en detail Werke von A bis Z – Stiftung für konkrete Kunst, Reutlingen
- 2003 Neue Arbeiten – Galerie Michael Sturm, Stuttgart
- 2007 How to Improve your English – McDonough Museum of Art, Youngstown State University
- 2009 It Is, It Is Not – Museum of Contemporary Art Cleveland, Cleveland
- 2010 Bridges and Other Constructions, – Dallas Contemporary, Dallas[2][5]
- 2016 Malerei – Galerie Reinhold Maas, Reutlingen
- 2016 Blatt 1600/1000/16 – Stiftung für konkrete Kunst, Reutlingen[6][7]